# Scarlet Street
Scarlet Street (bra Almas Perversas) é um filme de drama produzido nos Estados Unidos e lançado em 1945.